# 西山十三家
西山十三家是李自成的余部，清初时期活动在夔、归、房、竹等地地区的抗清武装力量。和夔东十三家、摇黄十三家这些武装力量，互为融合，一致抗清。

## 来历
十三家的名义，实质上是一个笼统的说法，并不足十三家或十三个首脑。西山十三家与李自成的余部有“忠贞营”十三部之说有关。。”
关于西山十三家的来历有以下几种说法：
- 王夫之在《永历实录》卷七中记载：“（堵）胤锡为高，李部奏请立名‘忠贞营’。易高得功名曰必正，李过名曰赤心。……忠贞十三部，连营亘二百里。”后来忠贞十三部退守郧西至夔、巫一带，即被称为“西山十三家”。
- 《蜀乱》说：“闯贼余党，合别寇刘体仁、郝摇旗、李登云、塔天宝、王光兴、王友进、党守素等十三家，遁入竹、房各山寨，屯耕自守。[2]”
- 《荒书》载：“辛卯（清顺治八年）秋，孙可旺 （望）遣其将张虎，联络‘西山十三家’李赤心等，并于大海、李占春、三谭等。‘西山十三家’者，李贼余党也。”于大海、李占春、三谭等，是夔东十三家之列[3]。
- 《蜀碧》卷四说：“献忠末败，李自成之众，先溃出关。袁宗第、贺珍（锦）之徒，偕郝摇旗、李本荣、党守素、李永（来）亨等，约结十三家，出入巴渠巫峡间，则所谓‘西山寇’也。”西山十三家也被称为西山寇[4]。
- 《罪惟录·李自成传》载：“及可望入，赤心走楚，同卢、郝等二十八家，拥韩王（朱本）出没郧阳山中，称尊改元自保。”[5]

说明李自成余部有二十余家之众，发展到后期，称西山十三家。
这些武装力量名义上受南明节制，实际上仅是一个松散的军事联盟。